# ادیبه مک‌داول
ادیبه مک‌داول (انگلیسی: Oddibe McDowell؛ زادهٔ ۲۵ اوت ۱۹۶۲) بازیکن بیس‌بال اهل ایالات متحده آمریکا است.
از باشگاه‌هایی که در آن بازی کرده‌است می‌توان به تگزاس رنجرز اشاره کرد.
وی در مسابقات کشوری و بین‌المللی در مجموع برندهٔ ۱ مدال طلا، ۱ مدال نقره شده‌است.